# Ermesianatte
Ermesianatte (in greco antico: Ἑρμησιάναξ?, Hermēsiánax) di Colofone (IV secolo a.C. – III secolo a.C.) è stato uno scrittore e poeta greco antico attivo nella seconda metà del III secolo a.C..

## Biografia
Della sua vita non si hanno molte notizie, a parte la derivazione da Colofone in Asia Minore: fu, probabilmente, se non allievo diretto, influenzato dalla poesia di Fileta di Cos e scrisse probabilmente prima della distruzione della sua città (302 a.C.) ad opera di Lisimaco, visto che, come notato già dagli antichi, non ne faceva menzione.

## Opere
Ermesianatte fu autore della Leonzio, ispirata alla Nannò di Mimnermo e alla Lyde di Antimaco di Colofone.
Quest'opera era una raccolta di elegie in tre libri, di cui restano solo pochi frammenti. Il contenuto è ricostruibile grazie ai riassunti presenti nelle Sofferenze d'amore di Partenio e nelle Metamorfosi di Antonino Liberale. A Leonzio, la donna amata dal poeta, Ermesianatte dedicava racconti d'amore che quasi sempre si concludono in modo infelice. 
Così, ad esempio, sappiamo da notizie indirette che nel I libro si narrava l'amore di Polifemo per Galatea, un argomento che divenuto molto popolare dopo il celebre ditirambo di Filosseno di Citera, o ancora altre narrazioni di amori pastorali, come Menalca e Euippe in Eubea e di Menalca e Dafni. Nel II libro si trovavano, tra le altre, la storia di Arceofonte e della superba principessa Arsinoe: il giovane, non ricambiato, viene ucciso dalla fame, ma Arsinoe si trasforma in una pietra a causa della sua durezza; o ancora, la storia di Leucippo e sua sorella  e di Nanide e Ciro.
Per quanto concerne il III libro, è quello di cui conosciamo meglio parte del contenuto, visto che Ateneo di Naucrati ce ne ha conservato un frammento di ben 98 versi (fr. 7 Powell). Ermesianatte qui raccontava, in forma di catalogo, le storie d'amore amante di poeti famosi, per poi trattare  dei filosofi. 
Nei primi 78 versi, si accenna al mito di Orfeo ed Euridice, per poi passare a citare l'amore di Museo per una non meglio identificata Antiope, mentre Esiodo ottiene la splendida amante Eoia (v. 24) e addirittura Omero, innamorato di Penelope, la celebra come sposa ideale. Mimnermo canta l'amore per Nannò a cui dedica un libro, così come Antimaco con Lide, mentre l'interpretazione di una canzone anacreontica spuria induce il poeta a inventare una storia d'amore tra Anacreonte, Alceo e Saffo. I tragici Sofocle ed Euripide vengono ricordati come innamorati, rispettivamente, di Teodoride e delle donne in generale. Filosseno dedica i suoi carmi a Galatea, mentre Fileta, innamorato di Bittide, si consuma fino a diventare leggero come l'aria. Nei vv. 79-98 si parla, infine, dei filosofi Pitagora, innamorato di Teanò, Socrate, preso d'amore per Aspasia e Aristippo, amante di Laide di Corinto. 
Si tratta, comunque, di umorismo malizioso, che prende in giro la tendenza ad inventare notizie sugli uomini più illustri del passato, di cui mancassero informazioni autentiche, in ciò parodiando, come il più celebre – e dotato - Callimaco, l'erudizione alessandrina stessa. Nell'assenza di guizzi poetici, l'elegia di Ermesianatte si segnala per la bravura tecnica e tematica del poeta, che, ad esempio, cerca di accoppiare i poeti, specie gli elegiaci, a livello tematico, come nel caso delle coppie Mimnermo/Antimaco e Filosseno/Fileta.